# Bacup Borough F.C.
Câu lạc bộ bóng đá Bacup Borough là một câu lạc bộ bóng đá có trụ sở tại Bacup, Lancashire, Anh. Câu lạc bộ hiện là thành viên của North West Counties League Division One North và thi đấu tại West View. Đội là thành viên đầy đủ của Lancashire County Football Association.

## Lịch sử
Câu lạc bộ được thành lập bởi anh em và cựu cầu thủ Vale of Leven là John và Robert Rankine vào năm 1879 với tên gọi Câu lạc bộ bóng đá Irwell Springs, một đội công nhân làm việc cho Irwell Springs Dyeing Works. Mùa giải 1883-84 họ lọt vào vòng Ba Cúp FA, thua Bolton Wanderers 8-1. Câu lạc bộ được đổi tên thành Bacup vào năm 1892, và gia nhập Lancashire League trong mùa giải 1893-94, tiếp quản vị trí của Barrow, đội đã rút lui vào ngày 20 tháng 11 năm 189. Sau khi xếp cuối giải trong mùa giải đầu tiên, mùa giải tiếp theo chứng kiến câu lạc bộ đạt được vị trí nửa đầu bảng xếp hạng. Tuy nhiên, câu lạc bộ đã rút khỏi giải đấu trong mùa giải 1897-98 mà không hoàn thành các trận đấu của mình.
Năm 1901 Bacup gia nhập lại Lancashire League, ở lại trong hai mùa giải trước khi trở thành thành viên sáng lập của Division Two mới thuộc Lancashire Combination năm 1903. Họ vẫn ở trong giải cho đến cuối mùa giải 1910-11, khi chỉ về thứ sáu, đội được thăng hạng lên Division One; mùa giải đó cũng chứng kiến độii giành được Lancashire Junior Cup. Tuy nhiên, họ đã phải xuống hạng trở lại Division Two vào mùa giải sau khi xếp cuối bảng. Sau ba năm chật vật ở cuối Division Two, họ rời giải vào năm 1915. Sau Thế chiến thứ nhất, câu lạc bộ tái gia nhập giải vào năm 1920, lúc đó họ được đổi tên thành Bacup Borough. Đội vẫn là thành viên của Lancashire Combination hiện nay chỉ gồm một hạng đấu cho đến Thế chiến thứ II, kết thúc ở nửa cuối bảng trong hầu hết các mùa giải, một trong những trường hợp ngoại lệ là về đích ở vị trí thứ ba trong mùa giải 1929-30.
Bacup quay trở lại Lancashire Combination sau Thế chiến thứ hai, và vô địch giải đấu vào mùa giải 1946-47. Khi được mở rộng thêm một hạng đấu thứ hai vào năm 1947, đội được xếp vào Division One, nhưng bị xuống hạng Hai vào cuối mùa giải 1948-49, khiến họ xếp cuối bảng. Mặc dù chỉ về thứ sáu trong mùa giải 1954-55, câu lạc bộ đã được thăng hạng trở lại Division One, vẫn ở lại cho đến khi giải đấu trở lại thành một hạng đấu duy nhất vào năm 1968. Họ là á quân trong mùa giải 1972-73. Năm 1982, Lancashire Combination hợp nhất với Cheshire County League để tạo thành North West Counties League, với Bacup được xếp vào Division Three. Khi hạng đấu bị bãi bỏ vào năm 1987, đội được chuyển sang Division Two. Mùa giải 1989-90 chứng kiến câu lạc bộ giành vị trí á quân, giành quyền thăng hạng lên Division One, nơi họ ở lại cho đến khi bị xuống hạng vào cuối mùa giải 1994-95.
Sau khi vô địch Division Two vào mùa giải 2002-03, Bacup được thăng hạng trở lại Division One, hạng đấu được đổi tên thành Premier Division vào năm 2008. Mùa giải 2003-04, câu lạc bộ đã giành được League Challenge Cup, đánh bại Newcastle Town 3-0 trong trận chung kết diễn ra trên sân Haig Avenue ở Southport. Vào mùa giải 2011-12, đội lại giành được League Challenge Cup với chiến thắng 5-0 trước Maine Road. Vào năm 2013 câu lạc bộ được đổi tên thành Bacup & Rossendale Borough sau khi Rossendale United gần đó giải thể. Đội tiếp tục về đích ở vị trí thứ hai từ cuối bảng tại North West Counties League, nhưng được miễn xuống hạng sau khi Kidsgrove Athletic được miễn xuống hạng ở hạng đấu trên. Tuy nhiên, mùa giải tiếp theo, đội kết thúc ở vị trí tương tự, và phải xuống hạng. Vào cuối mùa giải, câu lạc bộ lại được đổi tên thành Bacup Borough.

### Thành tích từng mùa giải
| Mùa giải | Giải đấu                                    | St | T  | H  | B  | BT | BB | Đ  | HS  | Thứ hạng |
| -------- | ------------------------------------------- | -- | -- | -- | -- | -- | -- | -- | --- | -------- |
| 2009-10  | North West Counties League Premier Division | 42 | 15 | 12 | 15 | 63 | 75 | 57 | −12 | 12/22    |
| 2010-11  | North West Counties League Premier Division | 42 | 17 | 10 | 15 | 69 | 56 | 61 | +13 | 11/22    |
| 2011-12  | North West Counties League Premier Division | 42 | 15 | 7  | 20 | 59 | 77 | 49 | −18 | 17/22    |
| 2012-13  | North West Counties League Premier Division | 42 | 13 | 8  | 21 | 51 | 71 | 47 | −20 | 17/22    |
| 2013-14  | North West Counties League Premier Division | 42 | 9  | 12 | 21 | 38 | 68 | 39 | −30 | 21/22    |
| 2014-15  | North West Counties League Premier Division | 40 | 6  | 6  | 28 | 42 | 98 | 24 | −56 | 21/22    |
| 2015-16  | North West Counties League Division One     | 34 | 17 | 6  | 11 | 81 | 54 | 57 | −27 | 5/18     |

## Sân vận động

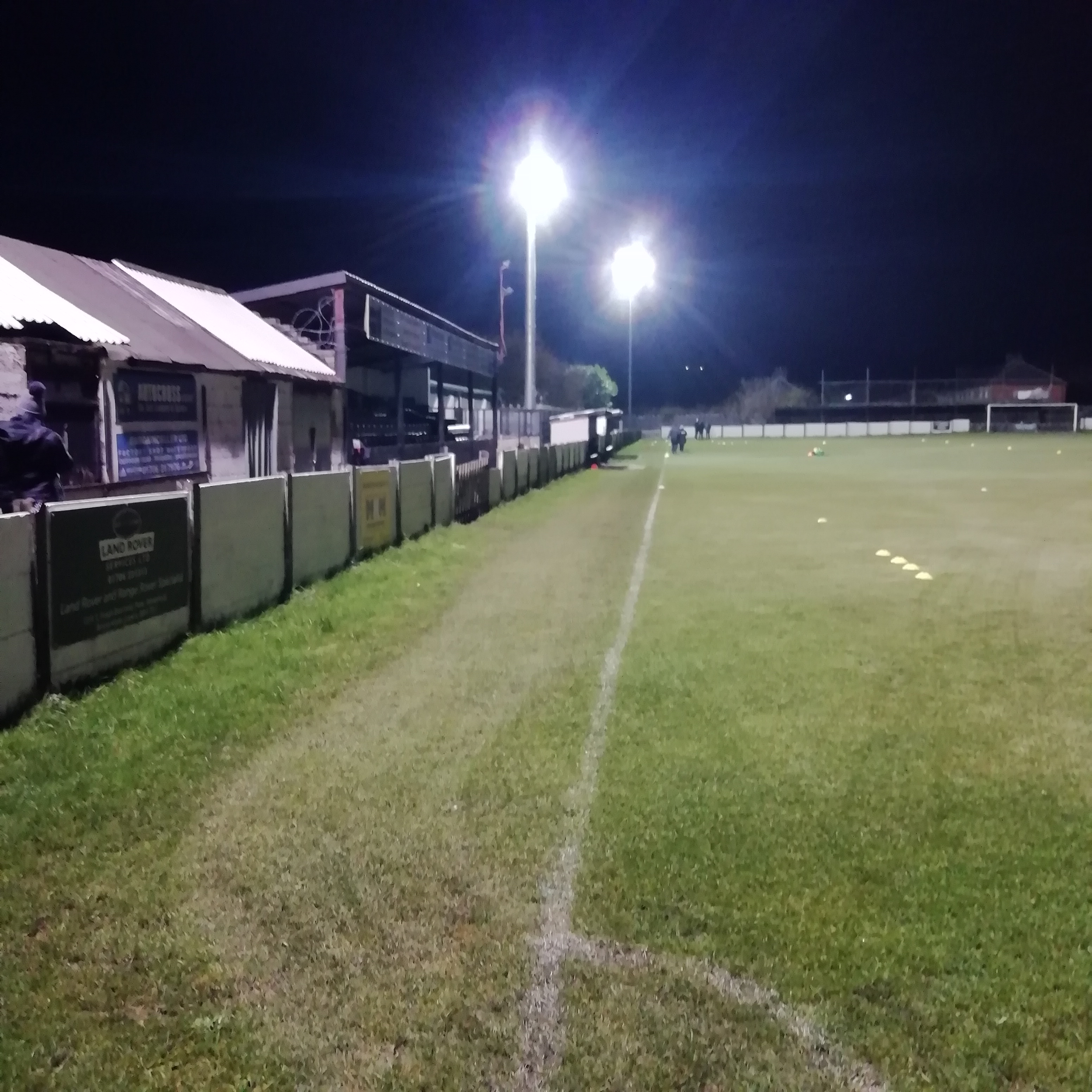
Khán đài chính ở West View

Irwell Springs từng thi đấu ở Wracker Height gần Weir, trước khi chuyển đến một sân trên Weir Lane gần Dyeing Works năm 1882. Các trận đấu trên sân nhà cũng được diễn ra tại một sân phía sau Weir Hotel, một sân khác phía sau Trường Tiểu học Northern và một ở Broadclough. Câu lạc bộ chuyển đến West View ở Bacup vào năm 1889, với trận đấu đầu tiên đấu trước Accrington thu hút hơn 1.000 khán giả. Sân hiện có sức chứa 3.000 khán giả, trong đó 1.000 chỗ có mái che và 500 chỗ ngồi.

## Danh hiệu
- North West Counties League
  - Vô địch Division Two 2002-03
  - Vô địch Challenge Cup 2003-04, 2011-12
- Lancashire Combination
  - Vô địch 1946-47
- Lancashire Junior Cup
  - Vô địch 1910-11
- Rossendale Charity Cup
  - Vô địch 1883-84, 1884-85, 1886-87, 1887-88[12]

## Khán giả
- Thành tích tốt nhất tại Cúp FA: Vòng Ba, 1883-84[3]
- Thành tích tốt nhất tại FA Trophy: Vòng loại thứ hai, 1972-73[4]
- Thành tích tốt nhất tại FA Vase: Vòng Ba, 1993-94[4]
- Kỉ lục số khán giả: 4.980 với Nelson, 1947[1]
- Cầu thủ ghi nhiều bàn thắng nhất: Jimmy Clarke[1]